# Durbec de Kona
El durbec de Kona (Chloridops kona) és un ocell extint de la família dels fringíl·lids (Fringillidae) que habitava l'illa de Hawaii. És l'única espècie del gènere Chloridops observada viva pels científics, si bé es coneix material fòssil d'altres espècies, extintes en època prehistòrica, com Chloridops wahi i Chloridops regiskongi.

## Descripció
Era un ocell de mitjana grandària, que feia uns 15 cm de llarg. D'un color general verd oliva i sense dimorfisme sexual. D'aspecte gruixut, amb gran cap i molt gran bec, que va motivar el seu nom en anglès "Kona Grosbeak" (durbec de Kona).

## Alimentació
Era un ocell frugívor, amb un bec gran adaptat per trencar l'endocarpi dur dels fruits secs, si bé també podia menjar fulles i fruites més toves. Els joves podien menjar invertebrats.

## Hàbitat i distribució
Era un ocell endèmic dels boscos de Myoporum sandwicense, a elevacions entre 1,400-1,500 metres a la zona del districte de Kona, a l'illa de Hawaii. L'espècie ja era molt escassa quan va ser descoberta pels europeus i l'últim espècimen va ser capturat en 1894. Les raons de la seva ràpida extinció no estan completament clares. No es va poder recollir el nom en llengua hawaiana.